# الراية (صحيفة قطرية)
جريدة الراية هي جريدة قطرية سياسية يومية، وتصدر عن شركة الخليج للنشر والطباعة. تأسست الجريدة سنة 1979. يرأس تحرير الجريدة "عبد الله بن غانم البنعلي المهندي" منذ نهاية سنة 2019 .
يعمل ويكتب في الراية نخبة من الكتاب والصحفيين القطريين والخليجين والعرب. وتحظى الاخبار والتقارير المحلية بنصيب الأسد في صفحات الجريدة، ويصدر عن الصحيفة يومياً ملحقي الراية الاقتصادية والرياضية.

## الموقع الرسمي
- الموقع الرسمي لصحيفة الراية القطرية.